# L'Affaire Manderson
Pour les articles homonymes, voir Manderson.
L'Affaire Manderson (Trent's Last Case) est un roman policier britannique de E. C. Bentley, publié en 1913.
Le roman a été adapté plusieurs fois au cinéma.

## Résumé
Dans sa riche demeure, le milliardaire Sigsbee Manderson est découvert, assassiné. « Envoyé sur les lieux par son journal, Philip Trent mène son enquête, et soupçonne l'un des secrétaires de la victime de coucher avec la jolie veuve ». 
Convaincu qu'il a traqué le meurtrier de l'homme d'affaires abattu dans son manoir, Trent tombe amoureux à son tour de la veuve qui est l'un des principaux suspects et, au cours d'un dîner, commet par deux fois des erreurs de déduction en tentant de résoudre l'affaire, car il cherche en partie à protéger Mrs. Manderson. 
Après la conclusion de l'affaire, Trent jure qu'il ne tentera jamais plus de jouer au détective.

## Particularités du roman
- Le roman est dédié à G. K. Chesterton, ami de E. C. Bentley.

- Avant de trouver un éditeur, le roman est refusé par plusieurs maisons d'éditions « à cause de son contenu trop novateur »[1] et parce qu'il mêlait une intrigue sentimentale et inconvenante dans le cadre d'un récit d'énigme policière, « le genre étant alors très pudibond »[2].

- Bien que le roman devait être le premier et le dernier à avoir pour héros Philip Trent, le succès considérable du roman pousse E. C. Bentley à le charger d'autres enquêtes : dans le roman Trent contre Trent (Trent's Own Case, 1936) et dans le recueil de nouvelles Trent Intervenes (1938).

## Honneurs
L'Affaire Manderson occupe la 34e place au classement des cent meilleurs romans policiers de tous les temps établi par la Crime Writers' Association en 1990.
L'Affaire Manderson occupe aussi la 33e place au classement des cent meilleurs livres policiers de tous les temps établi par l'association des Mystery Writers of America en 1995.

## Éditions françaises
- L'Affaire Manderson ou la dernière enquête de Philippe Trent, traduit par Marc Logé, Paris, Nelson, coll. « Nelson » no 97, 1914 ; réédition, Paris, La Maîtrise de livre, coll. « L'Empreinte » no 26, 1949 ; réédition, Paris, Librairie des Champs-Élysées, coll. « Le Masque » no 2261, 1996  (ISBN 2-7024-2647-6)
- L'Affaire Mandeson, traduit par Maurice-Bernard Endrèbe, Verviers, Gérard, coll. « Marabout » no 92, 1952 ; réédition, Paris, Garnier frères, coll. « Classiques de l'énigme », 1979  (ISBN 2-7050-0229-4)

## Adaptations

### Au cinéma
- 1920 : Trent's Last Case, film muet britannique réalisé par Richard Garrick, avec Gregory Scott dans le rôle de Philip Trent, Pauline Peters et Clive Brook
- 1929 : L'Affaire Manderson (Trent's Last Case), film américain réalisé par Howard Hawks, avec Raymond Griffith dans le rôle de Philip Trent, Marceline Day et Donald Crisp
- 1952 : L'Affaire Manderson (Trent's Last Case), film britannique réalisé par Herbert Wilcox, avec Michael Wilding dans le rôle de Philip Trent, Margaret Lockwood et Orson Welles

### À la télévision
- 1964 : Trent's Last Case, saison 1, épisode 3, de la série télévisée britannique Detective réalisé par Peter Duguid, avec Michael Gwynn dans le rôle de Philip Trent

## Sources
- Claude Mesplède, Dictionnaire des littératures policières, vol. 1 : A - I, Nantes, Joseph K, coll. « Temps noir », 2007, 1054 p. (ISBN 978-2-910-68644-4, OCLC 315873251), p. 208 (Notice E. C. Bentley)
- Jean Tulard, Dictionnaire du roman policier : 1841-2005. Auteurs, personnages, œuvres, thèmes, collections, éditeurs, Paris, Fayard, 2005, 768 p. (ISBN 978-2-915793-51-2, OCLC 62533410), p. 15-16